# 横内公明
横内 公明（よこうち こうめい、1944年（昭和19年）3月22日 - ）は、日本の政治家。山梨県韮崎市長（2期）、山梨県議会議長（第107代）、山梨県議会議員（4期）などを歴任した。旭日小綬章受章。
山梨県知事の横内正明は兄。元山梨県韮崎市長の横内要は父。

## 来歴
山梨県韮崎市生まれ。日本大学理工学部卒業。1961年、大洋紡績に入社。1968年、韮崎紡績に入社。1987年に横内商事を設立し、同社代表取締役に就任。
1991年4月、山梨県議会議員選挙に出馬し、初当選を果たした。1995年、1999年、2003年にも山梨県議に再選され、4期連続当選。県議時代は自由民主党に所属した。2000年10月11日に山梨県議会議長に就任し、翌2001年6月26日まで務める。

### 2006年韮崎市長選挙
2006年8月10日、4期目の任期途中で山梨県議を辞職。同年11月19日、韮崎市長選挙に出馬し、現職の小野修一を破り当選。
※当日有権者数：25,246人 最終投票率：74.95%（前回比：-pts）
| 候補者名 | 年齢 | 所属党派 | 新旧別 | 得票数   | 得票率 | 推薦・支持 |
| -------- | ---- | -------- | ------ | -------- | ------ | ---------- |
| 横内公明 | 62   | 無所属   | 新     | 10,444票 | 56.2%  | -          |
| 小野修一 | 63   | 無所属   | 現     | 8,136票  | 43.8%  | -          |

### 2010年韮崎市長選挙
2010年11月7日、韮崎市長選挙で再選を果たした。
※当日有権者数：25,065人 最終投票率：45.75%（前回比：-29.2pts）
| 候補者名 | 年齢 | 所属党派 | 新旧別 | 得票数   | 得票率 | 推薦・支持 |
| -------- | ---- | -------- | ------ | -------- | ------ | ---------- |
| 横内公明 | 66   | 無所属   | 現     | 10,265票 | 91.5%  | -          |
| 渡辺栄司 | 37   | 無所属   | 新     | 950票    | 8.5%   | -          |

2014年7月28日、定例記者会見の席にて「11月執行予定の韮崎市長選挙に出馬せず、2期目の任期満了を以て市長職を退任する」ことを発表した。これにより、兄で山梨県知事でもある正明と共にそれぞれ任期満了を以って政界を退くこととなった。2016年春の叙勲で旭日小綬章を受章。